# Massilia lutea
Massilia lutea es una bacteria gramnegativa del género Massilia. Fue descrita en el año 2006. Su etimología hace referencia a amarillo. Es aerobia y móvil por flagelación perítrica. Tiene un tamaño de 1,8-2 μm de ancho por 3-3,5 μm de largo. Forma colonias circulares, convexas, viscosas, opacas y de color blanco-amarillo pálido en agar NA. Temperatura de crecimiento entre 10-45 °C, óptima de 28-30 °C. Catalasa y oxidasa positivas. Tiene un contenido de G+C de 63,3%. Se ha aislado de suelos contaminados con metales pesados en Nankín, China. 